# Frank Ordenewitz
Frank Ordenewitz (n. 25 martie 1965, Bad Fallingbostel, Republica Federală Germania, Germania) este un fost fotbalist german.
În 1987, Ordenewitz a jucat 2 meciuri pentru echipa națională a Germaniei.

## Statistici
| Germania | Germania | Germania |
| An       | Meciuri  | Goluri   |
| -------- | -------- | -------- |
| 1987     | 2        | 0        |
| Total    | 2        | 0        |